# 위선적 영웅
위선적 영웅(프랑스어: Un héros très discret, 영어: A Self-Made Hero)은 프랑스에서 제작된 자크 오디아르 감독의 1996년 드라마, 코미디 영화이다. 마티외 카소비츠 등이 주연으로 출연하였고 파트리크 고도 등이 제작에 참여하였다.

## 출연

### 주연
- 마티외 카소비츠
- 아누크 그랭베르그
- 상드린 키베를랭

### 조연
- 장루이 트랭티냥
- 알베르 뒤퐁텔
- 나디아 바랑탱
- 프랑수아 샤토

## 제작진
- 의상: 카롤린 드 비베즈
- 배역: 세르주 부틀레로프